# GTF2F2
GTF2F2‏ (General transcription factor IIF subunit 2) هوَ بروتين يُشَفر بواسطة جين GTF2F2 في الإنسان.